# Svantovit

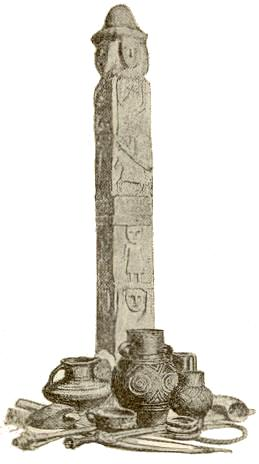
Een koergan stele gewijd aan Svantovit

Svantovit is de Slavische god van de vooroudercultus, de wichelarij en de oorlog. Hij had vier hoofden die zijn macht zouden symboliseren. Twee van deze hoofden keken vooruit, en twee achteruit. Sommige zuilen beelden hem af met vier gezichten die elk naar een andere windrichting kijken. Volgens Boris Rybakov zouden deze gezichten van vier andere goden zijn. Dit leverde de bijnaam wereldkijker (of wereldziener) op. Dit is echter fout.
Svantovit houdt in zijn ene hand een zwaard en in de andere een hoorn. De hoorn is gevuld met wijn of mede. Elk jaar zit er een andere hoeveelheid wijn in de hoorn. Hoe hoger de wijn staat, hoe beter de oogst van dat jaar zou zijn. Ook had hij een wit paard. Hij gebruikte dit paard voor voorspellingen. Dit soort paarden werden gehouden in een tempel.
De meeste stammen die in Svantovit geloofden hadden een tempel voor hem. Deze tempel had ook een orakel, dat de toekomst voorspelde met behulp van dat witte paard en een dobbelsteen. In de tempel lag de schatkist van de stam en die werd bewaakt door 300 bewakers.

## Volksverhaal
Er is een volksverhaal over Svantovit. Centraal in dit verhaal staat Zora, de godin van de dageraad. Maar ze wordt bedreigd door een draak, die haar ontvoert.
Svantovit start een zoektocht naar Zora. Samen met zijn paard speurt hij alle oceanen af vanaf een vuurtoren. Hij vindt haar echter niet en besluit hierop het bos in te gaan om daar te zoeken. Ook hier heeft hij geen succes. In het bos draaien Svantovit en zijn paard alleen rondjes.
Uiteindelijk vindt hij het kasteel van de draak en ontdekt hij dat de draak Zora heeft ontvoerd. Dit kasteel wordt door drie poortwachters bewaakt. Een van hen is de weerwolf en deze poortgang doorklieft hij met zijn brandende zwaard.
Dan gaat hij in gevecht met de draak, maar verslaat hem niet meteen. Pas bij de derde aanval slaagt hij erin de draak te onthoofden. Hij redt Zora uit het kasteel. Ze worden door het paard van Svantovit opgehaald en leefden nog lang en gelukkig.